# Красносілля (Рівненський район)
Красносі́лля — село в Україні, у Гощанській селищній громаді Рівненського району Рівненської області. До 2020 року було центром однойменної сільської ради, до якої входили села Чудниця та Витків. Населення — близько 500 осіб.

## Географія
Село розташоване за 7 км від центру громади смт. Гоща та за 30 км від обласного центру м. Рівне.
Селом протікає річка Озерце.

## Інфраструктура
На території села є загальноосвітня школа І-ІІ ст., молитовний будинок ЄХБ, фельдшерсько-акушерський пункт, клуб, відділення зв'язку.
В селі існує пам'ятка архітектури XVIII ст. — Свято-Дмитрівська церква.
В центрі села Красносілля знаходиться млин-вітряк, який був збудований на купленій (близько гектара) землі чехом Іваном Клічніком у 1895 році. У повоєнні роки вітряк перейшов у власність колгоспу. Сьогодні млин-вітряк практично в робочому стані оберігається як пам'ятка архітектури.

## Назва села та її походження
Найімовірніше назва походить від краси навколишньої природи. Село згадувалося як Красносілля лише в 1855 та 1890 роках.

## Історія

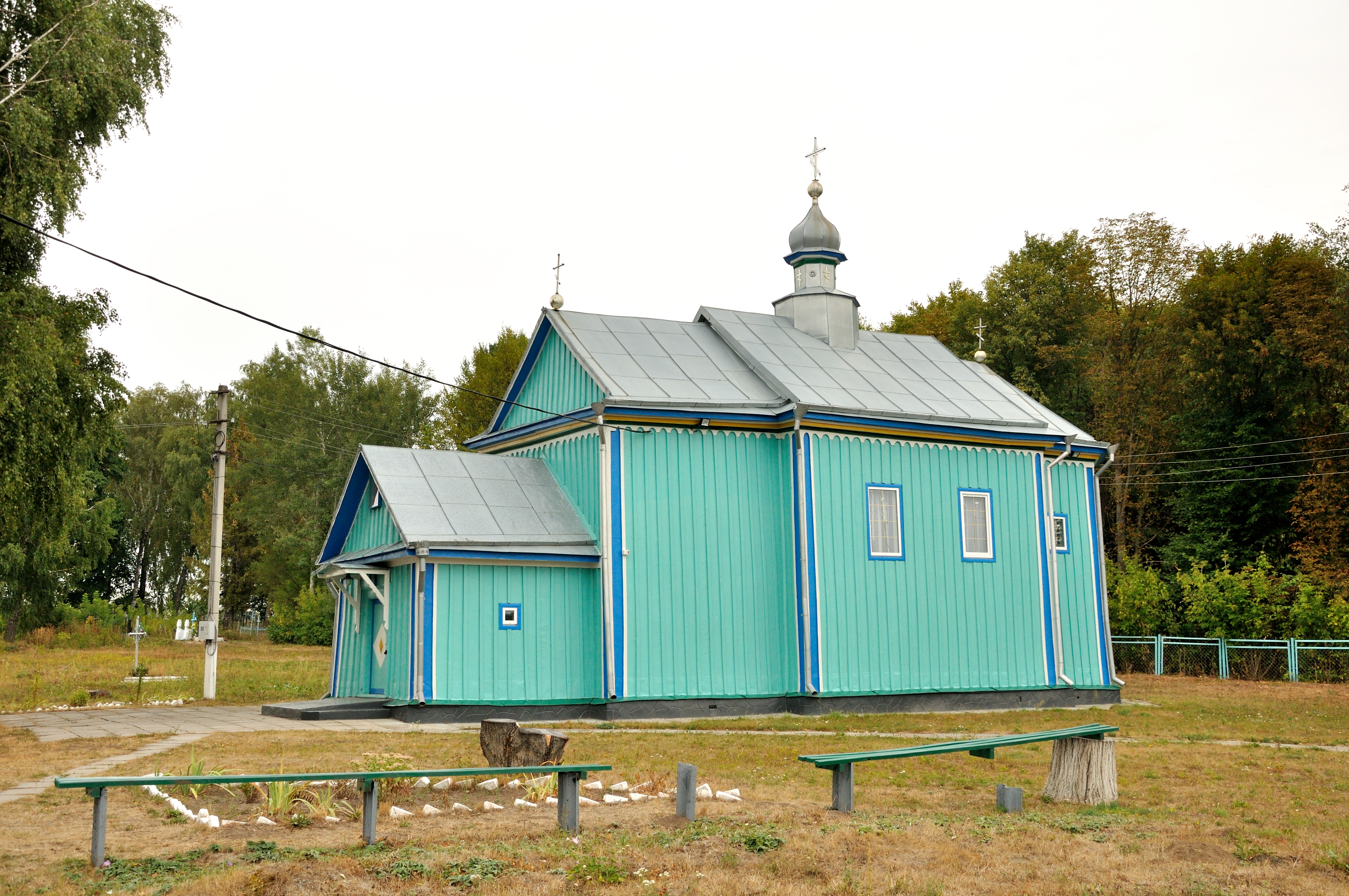
Дмитрівська церква (дер.), с. Красносілля,.jpg

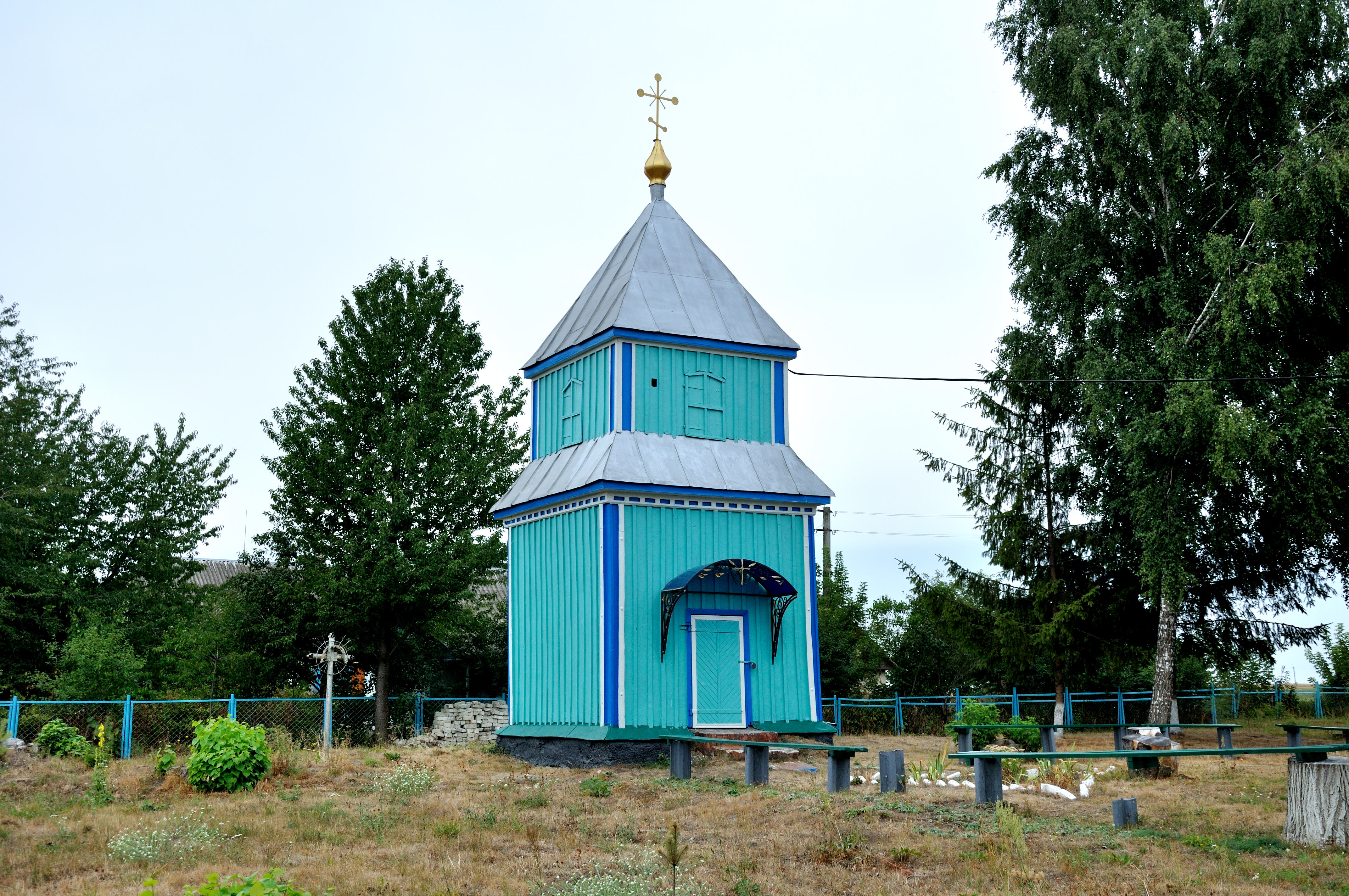
Дзвіниця Дмитрівської церкви (дер.), с. Красносілля,.jpg

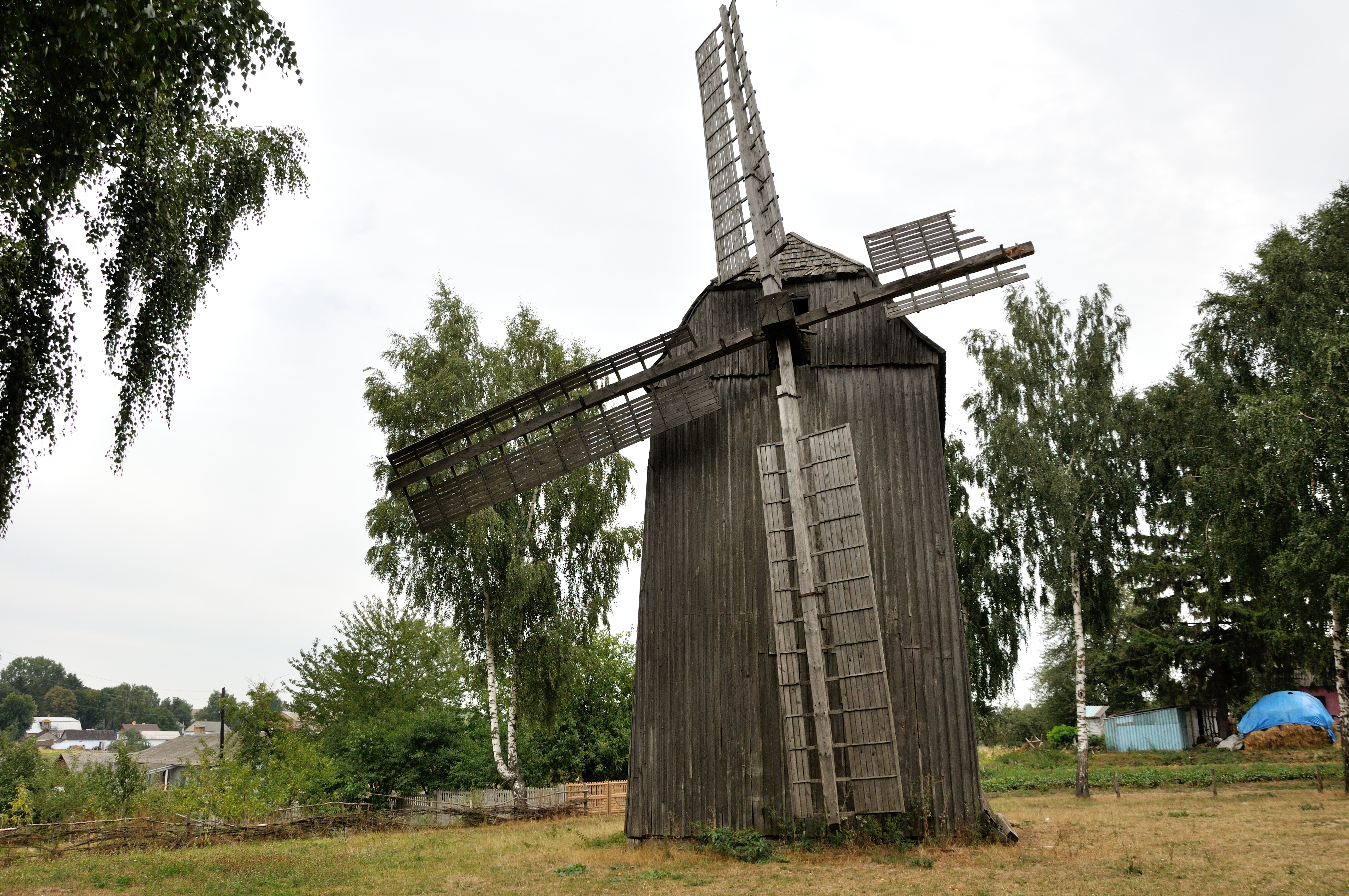
Дерев'яний млин, с. Красносілля,1.jpg

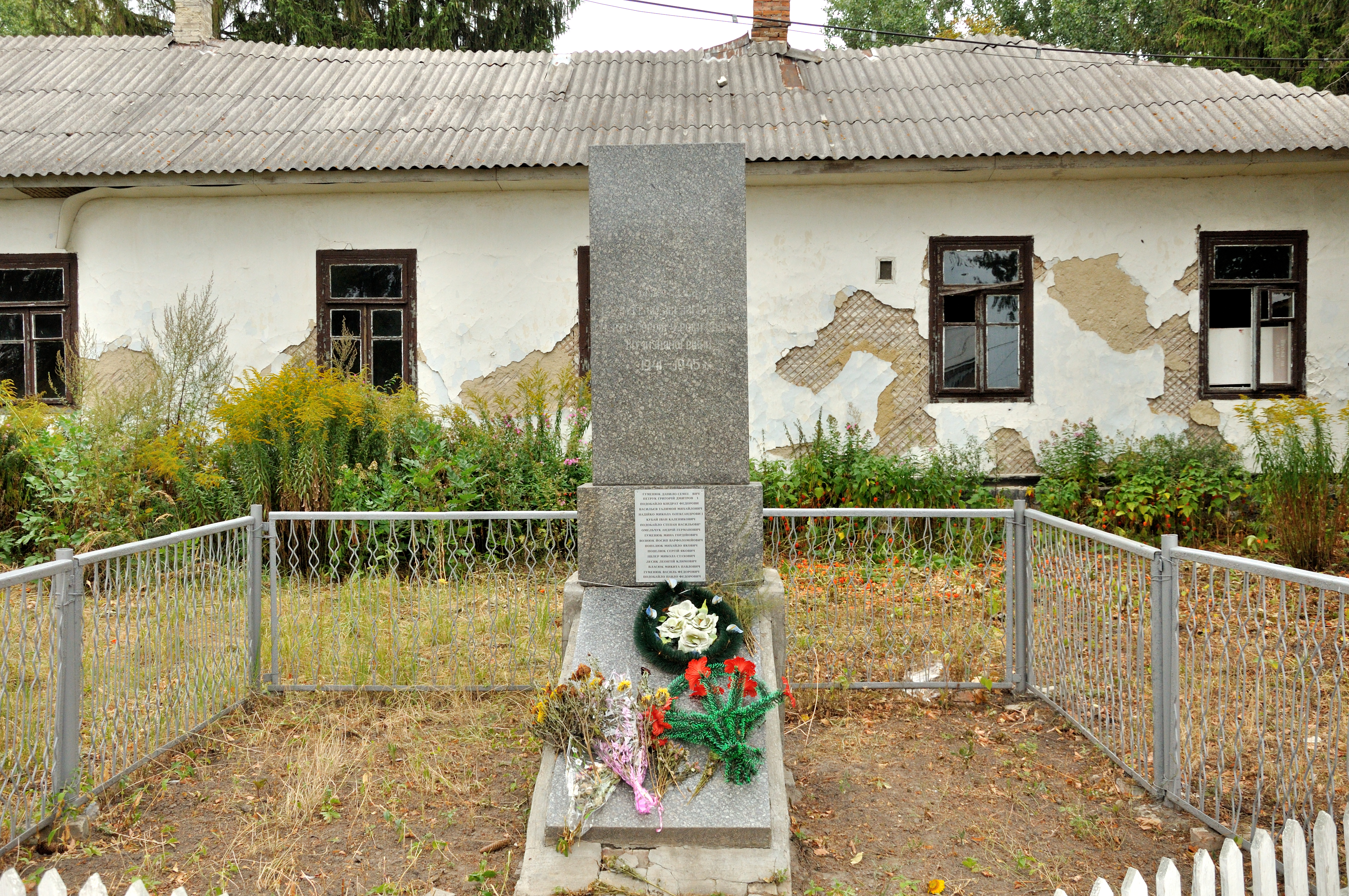
Пам'ятник воїнам-односельчанам, с. Красносілля,.jpg

Перша згадка про Красносілля знаходиться в актовій книзі Житомирського міського уряду кінця XVI століття та в «Словнику географічному Королівства Польського й інших країв слов'янських», датована 1577 роком. Село увійшло до перепису земель та поселень.
Красносіллям володіли князі Острозькі, магнати Гойські, Іпохорські-Ленкевичі, Валевська, поміщик Ісаков. У різний час тут, крім сільськогосподарського виробництва, діяли дрібні та середні підприємства: дві кузні, гончарний цех, невеличкі фабрики з випуску валянків з шерсті та сукна.
У 1783 році збудовано з дерева Свято-Дмитрівський храм з дзвіницею (з 1988 року є пам'ятником архітектури). Особливістю будівлі церкви є її схожість на корабель.
У 1866 році село було приписаним до Тудорівської волості, Острозького повіту. Пізніше територіально підпорядковувалося Ізяславському намісництву, Волинській губернії.
У 1906 році село Гощанської волості Острозького повіту Волинської губернії. Відстань від повітового міста 34 верст. Дворів 80, мешканців 422.
У 1918 році в селі перша радянська окупація.
У 1920 року в цьому селі кіннотники Червоної армії Семена Будьонного вступили у бій з уланами польського війська Юзефа Пілсудського. Після цього село перейшло до польської держави.
В 20-х роках далекого XIX століття в Красносіллі була школа. Навчалось кілька десятків учнів.
До 1939 року в селі діяла однокласна церковно-парафіяльна школа. 1935 року у ній навчалося близько 70 дітей. Навчання проводилось польською мовою, але вивчали і українську, математику, Божий закон.
У 1939 році після захоплення Польщі радянськими військами було відкрито початкову школу.
У 1940 — створено першого колгоспу у селі.
Під час Другої світової війни німецькі війська захопили Красносілля в липні 1941 року.
Під час німецької окупації в селі та околицях активно діяв з своїм загоном партизан Дмитро Шевчук за псевдонімом Очмана.
У першій половині січня 1944 року головні сили 13-ї армії розпочали визволення Рівненської області. Село було визволене 21 січня 1944 року.
10 березня 1944 року в Красносіллі розпочалася мобілізація до Червоної армії.
У тому ж році в селі поновлено колгосп, але деякі сім'ї залишалися одноосібними ще до 1951 року, хоч платили з поля контингент — податок зерном державі.
У 1954 році при сільському клубі був створений духовий оркестр.
У 1990 році в селі побудовано новий фельдшерсько-акушерський пункт.
У 2001 році на честь 2000-річчя Різдва Христового в селі побудована капличка. Освятив капличку Архієпископ Рівненський та Острозький Варфоломій та настоятель церкви Святого Дмитра отець Олександр.
З 2005 року почалася газифікація села.
12 червня 2020 року, відповідно до розпорядження Кабінету Міністрів України № 722-р від «Про визначення адміністративних центрів та затвердження територій територіальних громад Рівненської області», увійшло до складу Гощанської селищної громади.
19 липня 2020 року, в результаті адміністративно-територіальної реформи та ліквідації Гощанського району, село увійшло до складу новоутвореного Рівненського району.
22 червня 2023 року рішенням Національної комісії зі стандартів державної мови віднесено до списку населених пунктів, які «можуть не відповідати лексичним нормам української мови», зокрема стосуватися «російської імперської чи колоніальної політики». Громаді рекомендовано обґрунтувати доцільність збереження поточної назви або запропонувати нову назву в установленому законодавством порядку.

## Герб
У зеленому щиті червоний млин, що супроводжується зверху і з боків трьома золотими ліліями. Млин відіграв в історії села життєдайну роль, забезпечуючи довгий час селян борошном для випікання хліба та корму для худоби. Три золоті лілеї — елементи з герба Гощанських князів Кирдеїв, засновників поселення.

## Населення

### Мова
Розподіл населення за рідною мовою за даними перепису 2001 року:
| Мова            | Кількість | Відсоток |
| --------------- | --------- | -------- |
| українська      | 488       | 98.59%   |
| білоруська      | 5         | 1.01%    |
| вірменська      | 1         | 0.20%    |
| інші/не вказали | 1         | 0.20%    |
| Усього          | 495       | 100%     |